# Estadio Universitario Xavier Fernández
El Estadio Universitario Dr. Xavier Fernández Orrantia es un estadio multiusos. Está ubicado en la ciudad de Quito, provincia de Pichincha. Fue inaugurado el 27 de septiembre de 2017. Es usado para la práctica del fútbol, tiene capacidad para 2500 espectadores.

## Historia
El estadio ha desempeñado un importante papel en el fútbol de la universidad internacional, ya que clubes como el UIDE Fútbol Club y el Cumbayá Fútbol Club hacen o hacían de local en este escenario deportivo, que participan en la Segunda Categoría de Ecuador. El nombre original registrado fue el de Estadio de la Universidad Internacional del Ecuador, la finalización de su construcción e inicio de operaciones fue en 2012 cuando la UIDE empezó a jugar en Segunda Categoría de Pichincha.
En 2013 se dio el primer partido de la fase zonal en la historia del estadio, fue el 3 de agosto de 2013 en la fecha 1 del grupo A de los zonales de Segunda Categoría, UIDE recibió al Club Bolívar de Ambato, el resultado final favoreció al equipo universitario por 6–2.
Equipos importantes del país han visitado el estadio Xavier Hernández por torneos de Segunda Categoría, por ejemplo el Delfín Sporting Club en 2013, donde consiguió una importante y agónica victoria por 3–4 contra UIDE, resultado que lo clasificaría a la final del torneo además de conseguir el ascenso a la Serie B.
El estadio es sede de distintos equipos de fútbol de la localidad, Cumbayá Fútbol Club y Espoli disputaron durante la temporada 2019 sus partidos de Segunda Categoría en el estadio universitario. América de Quito lo utiliza para realizar sus entrenamientos diarios y el equipo femenino de América jugó algunos partidos de la Superliga femenina organizada por la FEF.
El estadio tiene instalaciones con camerinos para árbitros, equipos local y visitante, zona de calentamiento, zona de prensa, entre otros servicios para los aficionados.
En la temporada 2017, el 27 de septiembre, el estadio fue oficialmente inaugurado con un nuevo nombre, pasando así a llamarse Estadio Universitario Dr. Xavier Fernández Orrantia, en honor al exrector y dirigente del club, el Dr. Xavier Fernández Orrantia; se disputó un encuentro amistoso entre los equipos sub-17 de UIDE y el Club Sport Emelec, el marcador final fue empate 1–1.